# 리자치 (1995년)
리자치(중국어: 李嘉琦, 1995년 8월 24일 ~ )는 중국의 배우이다. 내몽골 자치구 퉁랴오시 출신이다. 2022년 9월 이전에는 "라무양쯔"(辣目洋子)가 예명으로 사용된다.